# Condado de Colquitt
O Condado de Colquitt é um dos 159 condados do Estado americano de Geórgia. A sede do condado é Moultrie, e sua maior cidade é Moultrie. O condado possui uma área de 1 441 km², uma população de 42 053 habitantes, e uma densidade populacional de 29 hab/km² (segundo o censo nacional de 2000). O condado foi fundado em fevereiro de 1856.